# Great Langton
Great Langton är en ort och civil parish i Storbritannien.   Den ligger i grevskapet North Yorkshire och riksdelen England, i den centrala delen av landet, 300 km norr om huvudstaden London. Great Langton ligger 36 meter över havet och antalet invånare är 116.
Terrängen runt Great Langton är platt. Runt Great Langton är det ganska tätbefolkat, med 67 invånare per kvadratkilometer. Närmaste större samhälle är Darlington, 18,0 km norr om Great Langton. Trakten runt Great Langton består till största delen av jordbruksmark.